# Tetramelaceae
Tetramelaceae, biljna porodica u redu tikvolike. Svega dvije priznate vrste drveća unutar dva roda. Ove vrste raširene su po južnoj Aziji i susjednoj Australiji.

## Opis
Tetramelaceae su mala porodica iz reda tikvolikih (Cucurbitales) cvjetnica koja sadrži dva roda, svaki s jednom vrstom. Octomeles sumatrana je jedno od najviših stabala u šumama Malezije. Tetrameles nudiflora, drvo koje raste od srednje i istočne Azije do Australije, ima muške i ženske cvjetove na odvojenim stablima. Cvjetovi su mali, a plodovi suhi, otvaraju se kako bi oslobodili sitne sjemenke. Jajnik je inferioran, s jajnim stanicama koje se nalaze na stijenkama, a kratki vrhovi nose se u prstenu blizu ruba jajnika. Plod je čahura, a sjemenke su sitne. Oba roda, a posebno Octomeles, su masivna, brzorastuća stabla, a prilično meko drvo posebno je cijenjeno za izradu kanua.

## Rodovi
1. Octomeles Miq.  (1 sp.); Malezija
2. Tetrameles R. Br.  (1 sp.); od tropske Azije do sjeveroistočne Australije